# Председатель Военного комитета Европейского союза
Председатель Военного комитета Европейского союза (сокращённо CEUMC) — это четырёхзвёздный офицер, который представляет и возглавляет Военный комитет Европейского союза (ЕС). В состав комитета входят начальники оборонных ведомств стран — членов ЕС. Председатель избирается министрами обороны государств-членов и назначается членами Совета Европейского союза на трёхлетний срок.

## Функции
Председатель осуществляет следующие функции:
- Выступает в качестве представителя Военного комитета ЕС;
- Посещение и участие в заседаниях политических комитетов и комитетов по безопасности[англ.] по мере необходимости;
- Выполняет функции военного советника Верховного представителя Европейского союза по иностранным делам и политике безопасности (HR), который возглавляет Европейскую службу внешних действий (EEAS);
- Является главным связующим звеном с командующими военными операциями ЕС;
- Участие в заседаниях Совета, которые имеют отношение к вопросам обороны и безопасности.

## Список председателей
| Номер | Портрет | Председатель          | Начало полномочий | Конец полномочий | Срок полномочий   | Армия                             | Страна    | Ссылка      |
| ----- | ------- | --------------------- | ----------------- | ---------------- | ----------------- | --------------------------------- | --------- | ----------- |
| 1     |         | Густав Хегглунд       | 3 июня 2001       | 9 апреля 2004    | 2 года и 311 дней | Сухопутные войска Финляндии       | Финляндия | [ 2 ]       |
| 2     |         | Роландо Моска Москини | 9 апреля 2004     | 6 ноября 2006    | 2 года и 211 дней | Сухопутные войска Италии          | Италия    | н/д         |
| 3     |         | Генри Бентеджат       | 6 ноября 2006     | 6 ноября 2009    | 3 года            | Сухопутные войска Франции         | Франция   | н/д         |
| 4     |         | Хокан Сирен           | 6 ноября 2009     | 6 ноября 2012    | 3 года            | Шведский десантный корпус         | Швеция    | н/д         |
| 5     |         | Патрик де Русье       | 6 ноября 2012     | 6 ноября 2015    | 3 года            | Воздушно-космические силы Франции | Франция   | [ 3 ]       |
| 6     |         | Михаил Костаракос     | 6 ноября 2015     | 6 ноября 2018    | 3 года            | Сухопутные войска Греции          | Греция    | [ 4 ]       |
| 7     |         | Клаудио Грациано      | 6 ноября 2018     | 16 мая 2022      | 3 года и 191 день | Сухопутные войска Италии          | Италия    | [ 5 ]       |
| 8     |         | Роберт Бригер         | 16 мая 2022       | 1 июня 2025      | 3 года и 16 дней  | Вооружённые силы Австрии          | Австрия   | [ 6 ] [ 7 ] |
| 9     |         | Шон Клэнси            | 1 июня 2025       | н/д              | н/д               | Воздушный корпус Ирландии         | Ирландия  | н/д         |